# Kargāneh
Kargāneh (persiska: كرگانه, Kargāh, کرگاه) är en ort i Iran.   Den ligger i provinsen Lorestan, i den västra delen av landet, 400 km sydväst om huvudstaden Teheran. Kargāneh ligger 1 219 meter över havet och antalet invånare är 168.
Terrängen runt Kargāneh är varierad. Runt Kargāneh är det ganska tätbefolkat, med 72 invånare per kvadratkilometer. Närmaste större samhälle är Khorramābād, 2,5 km väster om Kargāneh. Omgivningarna runt Kargāneh är i huvudsak ett öppet busklandskap.